# Os rentador de Cozumel
L'os rentador de Cozumel (Procyon pygmaeus) és una espècie d'os rentador en perill crític d'extinció. És endèmic de l'illa de Cozumel, situada davant la costa de la península de Yucatán, a Mèxic.